# Herolind Shala
Herolind Shala [herolind šala] (* 1. února 1992, Porsgrunn) je norsko-albánsko-kosovský fotbalový záložník a reprezentant Kosova, od února 2019 působící v norském týmu Vålerenga IF. Mimo Norsko působil na klubové úrovni v Česku, Turecku a Dánsku. V mládežnických kategoriích reprezentoval Norsko i Albánii, na seniorské úrovni nastupoval v albánském národním týmu. V září 2016 se stal reprezentantem Kosova.

## Klubová kariéra
Narodil se v norském městě Porsgrunn kosovským rodičům. V Norsku hrál za mládežnické výběry klubů Tollnes BK a Notodden FK.

### Notodden FK
V Notodden se v roce 2008 propracoval do prvního mužstva. V Notodden FK odehrál 15 ligových zápasů, ve kterých vstřelil devět branek.

### Odds BK
V srpnu 2011 odešel do klubu Odds BK, kde se v sezóně 2014 (v Norsku se hraje systémem jaro-podzim) umístil s týmem na třetí příčce a byl zvolen nejlepším hráčem mužstva. Celkem za klub nastoupil k 90 ligovým střetnutím, ve kterých vsítil 20 gólů.

### AC Sparta Praha
V lednu 2015 posílil jako volný hráč český tým AC Sparta Praha, nabídky měl ještě z mužstev Standard Liège (Belgie), Legia Warszawa (Polsko), Rosenborg BK (Norsko), FC Janov a Empoli FC (oba Itálie). Přišel jako náhrada za Josefa Hušbauera, který tehdy odešel na hostování do italského celku Cagliari Calcio. Ve Spartě podepsal kontrakt na 3,5 roku a dostal dres s číslem 10.
V dresu "Letenských" debutoval 23. února 2015 v ligovém utkání 17. kola proti 1. FK Příbram (výhra 4:1), odehrál 54 minut. V neúplné sezoně 2014/15 nastoupil ke třem zápasům, branku nevstřelil. V létě 2016 se nevešel do kádru Sparty a dostal svolení hledat si nové angažmá.

### FC Slovan Liberec (hostování)
Před sezonou 2015/16 odešel na hostování do Slovanu Liberec. 30. 7. 2015 vstřelil v prvním utkání 3. předkola Evropské ligy UEFA na domácí půdě proti izraelskému Hapoel Ironi Kirjat Šmona FC (výhra 2:1) v 84. minutě gól na 2:0. Liberec zvládl i odvetu, ve které zvítězil 3:0 a postoupil do 4. předkola – play-off, kde narazil na HNK Hajduk Split z Chorvatska. Severočeši vyhráli oba zápasy shodně 1:0 a vybojovali si právo účasti ve skupinové fázi. Slovan byl nalosován do základní skupiny F, kde se střetl s SC Braga (Portugalsko), Olympique de Marseille (Francie) a FC Groningen (Nizozemsko). V konfrontaci s těmito kluby skončili severočeši na 3. místě a do jarní vyřazovací části nepostoupili. Herolind odehrál v základní skupině všech šest střetnutí.
Ligovou premiéru v dresu Slovanu si odbyl 2. srpna 2015 ve 2. kole proti SK Slavia Praha (remíza 2:2), odehrál celé utkání. Poprvé v lize se za Liberec trefil 20. 9. 2015 v zápase proti 1. FK Příbram (výhra 3:0), v 68. minutě uzavřel skore střetnutí. Následující týden se střelecky prosadil proti FC Viktoria Plzeň (prohra 1:2), v 55. minutě dal úvodní gól utkání. Další přesného zásahu se dočkal až na jaře 2016 v střetnutí 19. kola proti FK Teplice (výhra 3:0). Svou čtvrté branku v sezoně se docílil ve 21. kole hraném 12. 3. 2016, když ve 41. minutě vstřelil jediný vítězný gól zápasu na půdě Příbrami. 16. dubna 2016 rozhodl o vítězství nad FC Vysočina Jihlava, když se prosadil v 34. a 44. minutě a Liberec vyhrál v poměru 2:0. Po roce se vrátil do Sparty. V ročníku 2015/16 se Slovanem skončil na 3. místě a postoupil s ním do 3. předkola Evropské ligy UEFA. Celkem v sezoně odehrál za tým 24 ligových zápasů.

### Kasımpaşa SK (hostování)
V srpnu 2016 odešel na roční hostování s opcí na přestup do tureckého mužstva Kasımpaşa SK, kde se setkal se svým bývalým spoluhráčem z Liberce Davidem Pavelkou. V dresu Kasımpaşy debutoval v Süper Lig v 1. kole hraném 20. srpna 2016 proti Trabzonsporu (prohra 0:2), nastoupil na posledních 35 minut utkání. V následujícím kole proti Adanasporu se za tým poprvé v lize střelecky prosadil, když v 19. minutě otevřel skóre zápasů. Střetnutí nakonec skončilo nerozhodně 1:1.

## Reprezentační kariéra

### Norsko
V roce 2009 odehrál 2 utkání za norskou reprezentaci U17 a v roce 2011 jedno za reprezentaci do 20 let.

### Albánie
V létě 2013 si zvolil albánskou reprezentaci do 21 let.
V A-mužstvu Albánie debutoval 14. 11. 2014 v přátelském zápase s domácím týmem Francie (remíza 1:1), v 76. minutě vystřídal na hřišti Ermira Lenjaniho. Celkem odehrál v letech 2014–2016 za albánský národní tým 6 zápasů, gól nevstřelil.

### Kosovo
V létě roku 2016 jej trenér Albert Bunjaki pozval do kosovské reprezentace. Shala pozvánku přijal, nicméně přesun ještě musela schválit FIFA. I přesto jej Bunjaki nominoval k prvnímu soutěžnímu utkání Kosova proti Finsku v kvalifikaci na mistrovství světa 2018.
5. 9. 2016 FIFA Shalovu žádost schválila. V kvalifikačním střetnutí proti Finsku 5. září 2016 (remíza 1:1) se Herolind objevil pouze na lavičce náhradníků. Debutoval o měsíc později (6. října) v kvalifikačním zápase v albánském Skadaru proti reprezentaci Chorvatska (vysoká porážka 0:6).